# Phyllotropis galericulata
Phyllotropis galericulata är en insektsart som beskrevs av Albino Morimasa Sakakibara 1992. Phyllotropis galericulata ingår i släktet Phyllotropis och familjen hornstritar. Inga underarter finns listade i Catalogue of Life.